# Technische Sammlungen Dresden

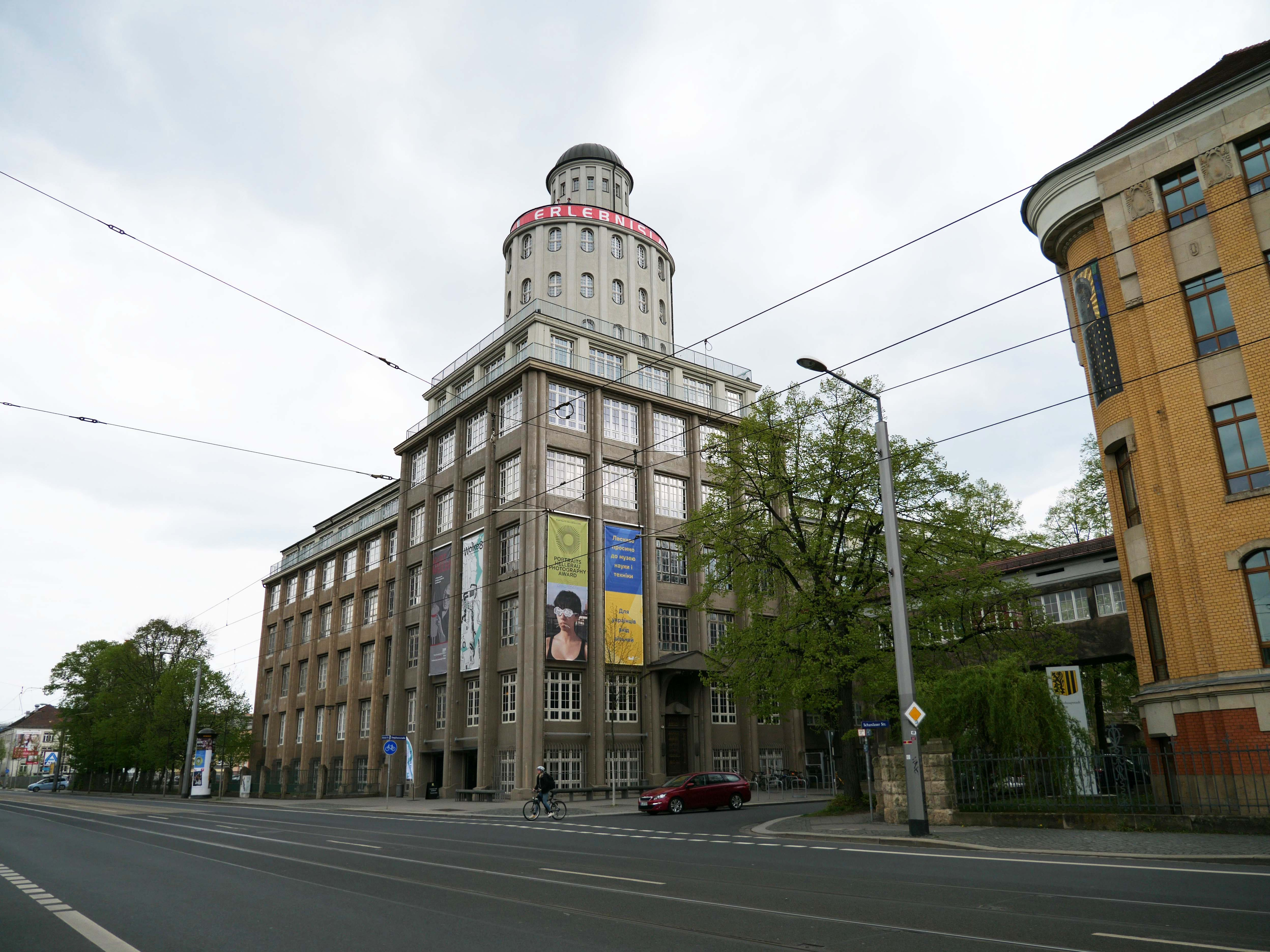
Museumsgebäude mit berühmter Silhouette von 1923

Die Technischen Sammlungen Dresden sind das Technikmuseum und Science Center der Landeshauptstadt Dresden. In einer früheren Kamerafabrik finden Kinder, Jugendliche und Familien viele Möglichkeiten zum Experimentieren und Erkunden von Phänomenen der Natur, von Fundamenten der Wissenschaften und von neuesten Errungenschaften der Technik. Mit ständigen Ausstellungen zur Geschichte der Fotografie und des Films, des Computers und anderer Medientechnik sowie Sonderausstellungen zu Fotokunst und aktueller Technologieforschung fördern die Technischen Sammlungen die Auseinandersetzung mit den technischen Grundlagen der Gegenwart. Das besondere Merkmal ist die Verbindung von Technik- und Industriegeschichte mit Wissenschaft und aktueller Forschung. Die Technischen Sammlungen sind Erlebnisland, öffentliches Forum der Technologieforschung, Museum der Informationsgesellschaft und Podium für Fotografie und Animationsfilm in einem. Eine wichtige Rolle spielen Kooperationen zum Beispiel mit der TU Dresden, DRESDEN-concept und weiteren Partnern aus Wissenschaft und Forschung.

## Geschichte

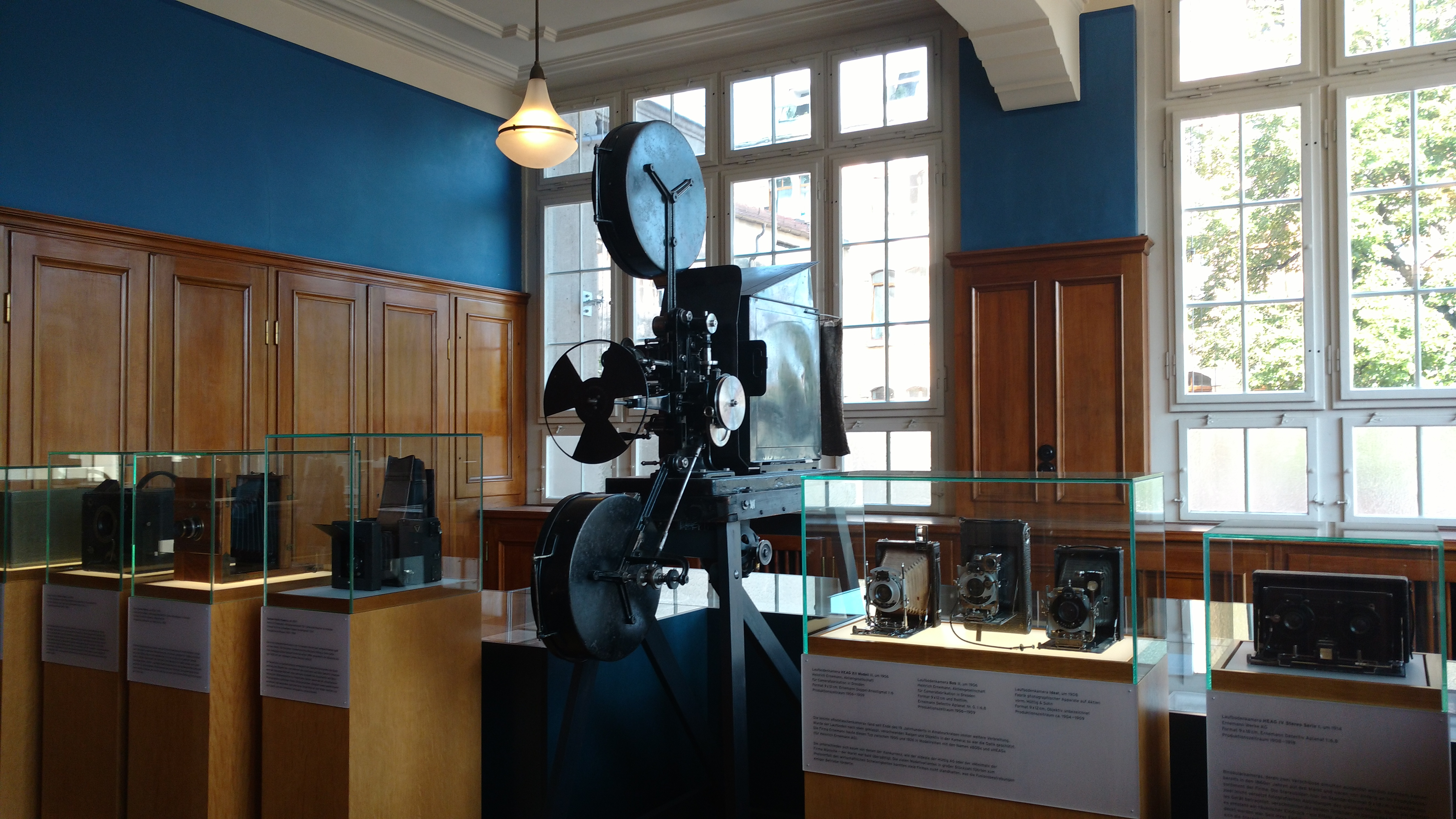
Ausstellung „Kamerastadt Dresden“ in den Technischen Sammlungen

Die Geschichte des Museums beginnt 1966 auf 300 m² auf der Königstraße 15 in der Dresdner Neustadt: Mit dem Auftrag gegründet, das damals aktuelle Thema Elektronik einer breiten Öffentlichkeit zugängig zu machen, präsentierte das Museum in den Folgejahren ein immer breiter werdendes Themenspektrum. Informations- und Medientechnik, wissenschaftlicher Gerätebau sowie Fotografie kamen hinzu. Das Museum wechselte mehrfach seinen Namen: Von 1966 bis 1975 hieß es Polytechnisches Museum Dresden, von 1975 bis 1992 Technisches Museum Dresden, danach Technische Sammlungen Dresden. Es zog zweimal um und nahm zahlreiche große Sammlungen auf, darunter die des Museums für Photographie, die Büromaschinen-Lehrsammlung der TU Dresden und den Nachlass des Kombinat Pentacon. Heute bietet es im ehemaligen Industriebau der Ernemann-Kamerawerke auf über 6 500 m² Platz für Ausstellungen, Erlebniswerkstätten und Veranstaltungen.
Anfangs der polytechnischen Allgemeinbildung verpflichtet, konzentrierte sich das Museum zunächst auf die Popularisierung Dresdner Industrien: Rechentechnik, Feinmechanik, Gerätebau und Optik. Die Vermittlung naturwissenschaftlicher Grundlagen und technischer Funktionen stand neben der Erklärung von Wechselwirkungen zwischen Wissenschaft und Wirtschaft. Heute fördern die Technischen Sammlungen die aktive Auseinandersetzung mit den technischen Grundlagen der Gegenwart – mit Ausstellungen zur Geschichte der Fotografie und des Films, des Computers und anderer Medientechnik sowie Wechselausstellungen zu Fotokunst und aktueller Technologieforschung.
Der Ernemann-Bau war das Wahrzeichen der Dresdner Kameraindustrie und ist heute in Dresden eines der wenigen Denkmäler der Industriekultur des frühen 20. Jahrhunderts von überregionaler Bedeutung. 1898 errichtete der Kaufmann Heinrich Ernemann die Fabrik an der Schandauer Straße. Bis 1938 wurde der Gebäudekomplex stetig erweitert. Die Dresdner Architekten Emil Högg und Richard Müller entwarfen einen funktionalen Neubau im sachlichen Stil des Deutschen Werkbundes. Er entstand in Stahlbetonbauweise und wurde über eine Brücke mit dem Fabrikaltbau verbunden. Nach dem Zweiten Weltkrieg machte der VEB Pentacon den Ernemann-Turm zum Markenzeichen der DDR-Kameraindustrie. Mit der Liquidation des Unternehmens endete 1990 die industrielle Nutzung des Gebäudes und die Landeshauptstadt Dresden übernahm das Baudenkmal.

## Dauerausstellung

### Informations- und Kommunikationstechnik

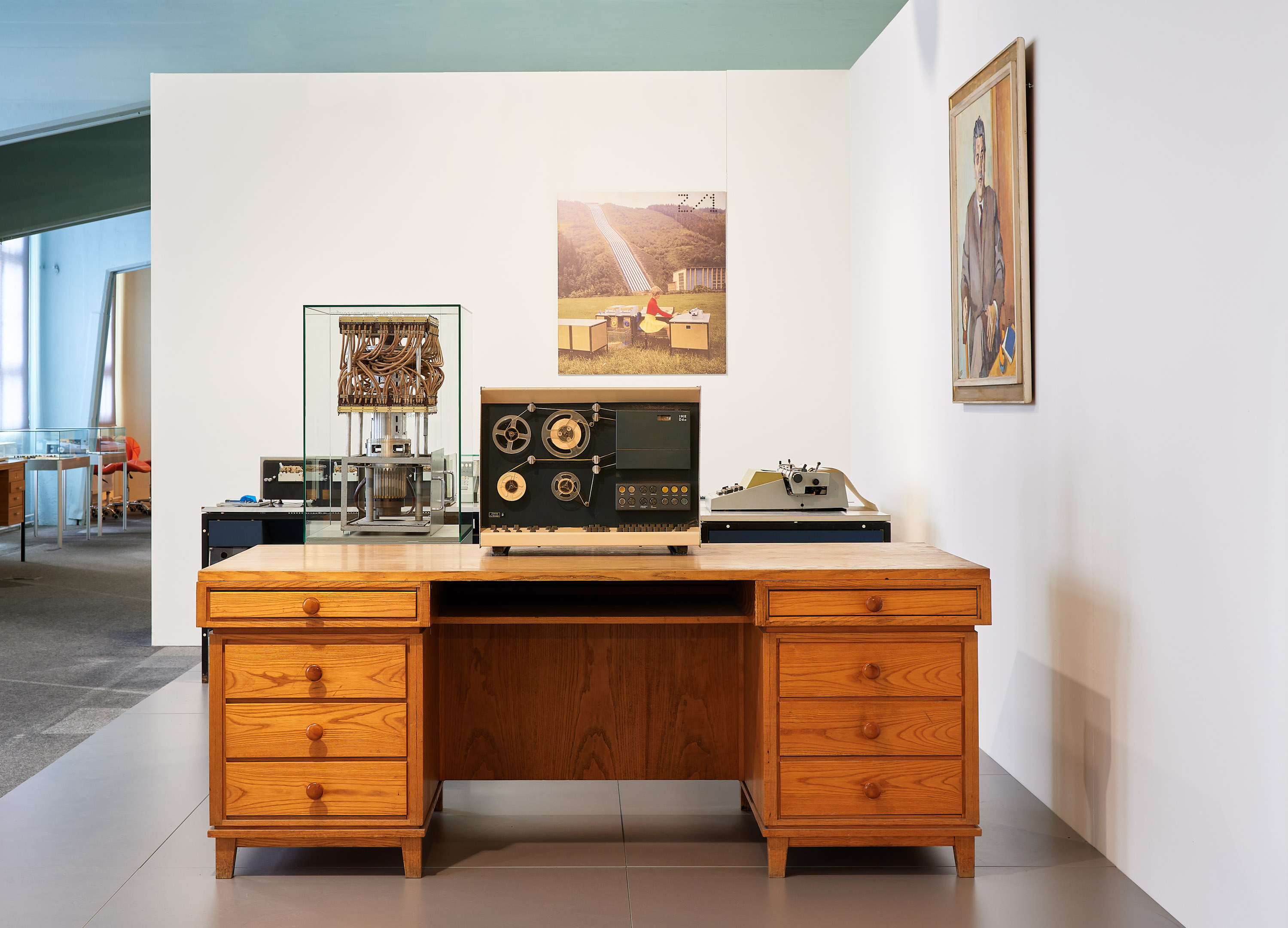
Kleinrechner D4a (1960) im Schaudepot „Büro- und Rechentechnik“ der Technischen Sammlungen Dresden

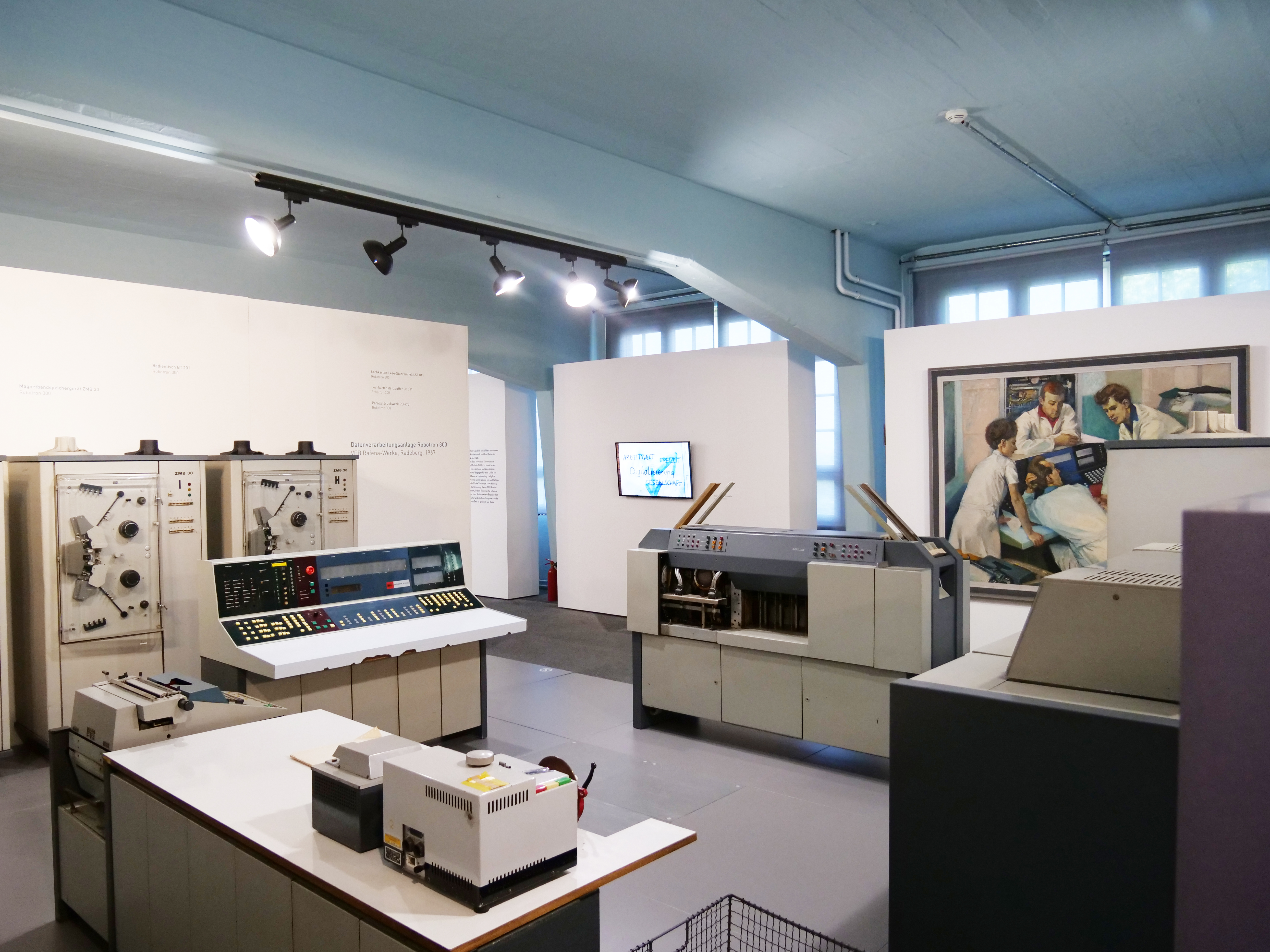
Großrechner R300 in den Technischen Sammlungen Dresden

Die ständige Ausstellung zur Informations- und Kommunikationstechnik zeigt die bedeutendsten Stücke aus den umfangreichen Sammlungen des Museums. Dazu gehören insbesondere Exponate der Unterhaltungs- und Rundfunktechnik sowie der Büro- und Computertechnik.
In der Abteilung Spuren von Wirklichkeit ist eine große Bandbreite von Apparaten zur Speicherung und Wiedergabe von Tönen zu sehen. Dabei stehen besonders die Städte Leipzig und Dresden als Orte der Entwicklung und Produktion mechanischer Musikinstrumente und elektronischer Tonspeichertechnik im Mittelpunkt. Interaktive Hörstationen vertiefen den Eindruck. Ein funktionsfähiges, in analoger Gerätetechnik instrumentiertes Tonstudio ist museales Objekt der Ausstellung und kann gleichzeitig für aktuelle Tonproduktionen genutzt werden.

In drei thematisch getrennten Schaudepots erleben die Besucher eine Vielzahl von Objekten hautnah. Die mit über 1600 Objekten größte europäische Schreibmaschinensammlung ist nach Voranmeldung genauso frei zugänglich wie historische Rundfunk- und Fernsehempfänger im Radiodepot.

Das Schaudepot Büro- und Computertechnik widmet sich der Geschichte des maschinellen Schreibens und Rechnens von den Anfängen im 19. Jahrhundert bis zur massenhaften Verbreitung von Computern in den Privathaushalten Ende des 20. Jahrhunderts. Beginnend mit der Pionierleistung des Südtiroler Zimmermanns Peter Mitterhofer (1822–1893) sind die wichtigsten frühen Belege mechanischer Bürotechnik ausgestellt. Dresden und das Osterzgebirge haben dabei eine lange zurückreichende Tradition des feinmechanischen Gerätebaus und wurden nach dem Zweiten Weltkrieg ein zentraler Ort der Rechenelektronik und Datenverarbeitung in der DDR. In der Ausstellung stehen Meilensteine der DDR-Computertechnik neben visionären Kleincomputern amerikanischer Garagenfirmen, wird die Dimension von raumfüllenden Großrechnern genauso erlebbar, wie die Idee eines persönlichen Rechners, der auf den Schreibtisch oder gar in die Hosentasche passt.

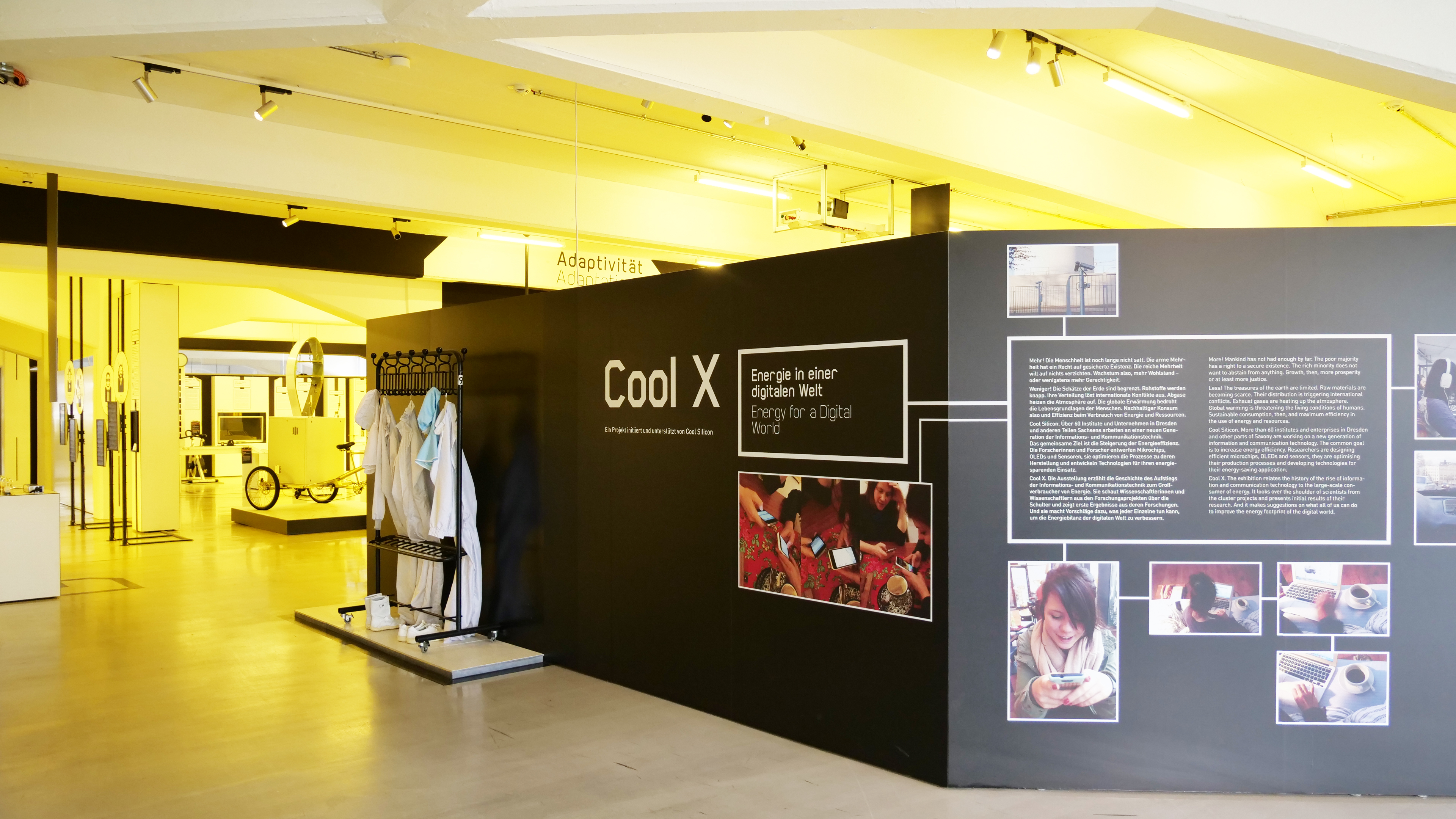
Cool X – Blick in die Ausstellung

### Cool X und Mikroelektronik
Dresden war seit Beginn der 1960er Jahre das Herzstück der Mikroelektronikforschung in der DDR. Nach 1990 entwickelte sich die Stadt inmitten des neu gegründeten Hochtechnologieclusters Silicon Saxony zu einem bedeutenden Mikro- und Nanoelektronik-Standort in Europa. Das Museum begleitet diese Entwicklung von der ersten Stunde an bis in die Gegenwart mit zwei Ausstellungsbereichen. In der Ausstellung Winzige Riesen steht die historische Retrospektive der bald 60-jährigen, von einigen Zäsuren geprägten Geschichte im Mittelpunkt. Zu sehen sind die ersten in Dresden industriell gefertigten Chips, das DDR-Projekt Megabit-Schaltkreis im Spannungsfeld von Nacherfindungen und eigener Kreativität, aber genauso auch aktuelle Produkte aus Dresden, die heute weltweit in Geräten verbaut sind.
Die vom Spitzencluster „Cool Silicon“ geförderte Ausstellung Cool X ist eine Expedition in die regionalen Labore und Fablabs. Sie zeigt, dass Energieeffizienz, die im Kleinen funktioniert, große Wirkung entfalten und was jeder Einzelne dazu beitragen kann. Die Frage, warum Energieeffizienz gerade in unserer digitalen Welt eine zunehmend zentrale Rolle spielt, wird genauso thematisiert wie die gegenwärtigen technischen und gesellschaftlichen Lösungsansätze, die dazu aus Dresden kommen. Interaktive Exponate erklären die Prototypen der Wissenschaftler und Ingenieure. Im kulturhistorischen Kontext stellt die Ausstellung die Frage: Haben wir die Technik, die wir brauchen und brauchen wir die Technik, die wir haben? Hard- und Software-Entwickler, Wirtschaftsunternehmen und wissenschaftliche Institutionen prägen das Profil der Region um Dresden als Forschungs- und Produktionsstandort für Hochtechnologie. Dieser Verbund wird in der Ausstellung sichtbar gemacht.

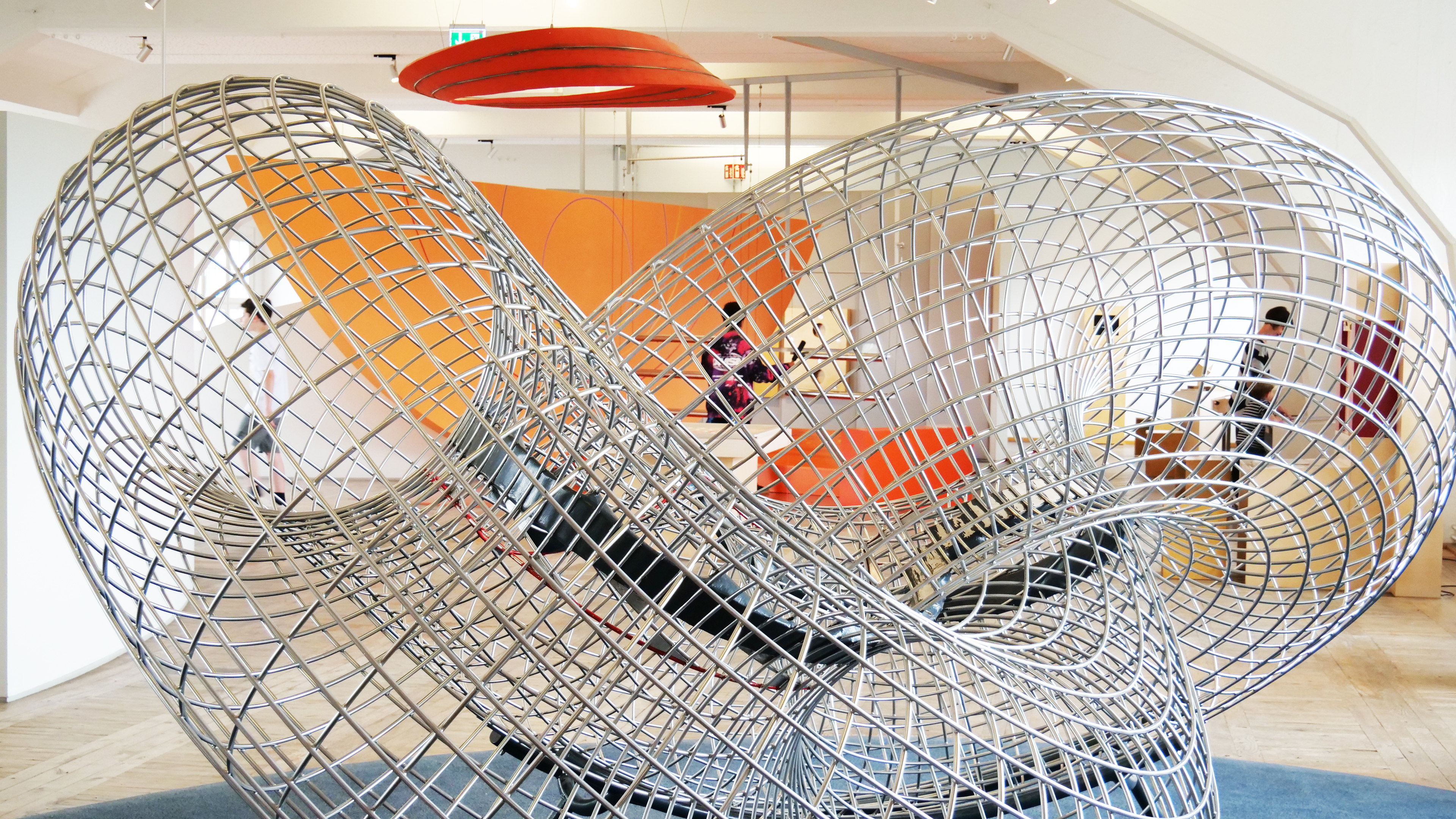
Durchkrabbelknoten (Kleinsche Flasche) im Erlebnisland Mathematik

### Erlebnisland Mathematik
Das Erlebnisland Mathematik Dresden ist eine interaktive Ausstellung und umfasst reichlich 100 Exponate aus vielen Teilgebieten der Mathematik, die zum Knobeln, Staunen und eigenständigen Denken einladen. Die Exponate sind überwiegend Eigenentwicklungen.
Geschichte
Im September 2008 entstand das Erlebnisland Mathematik als Kooperationsprojekt der Technischen Sammlungen Dresden und der TU Dresden. Wissenschaftliche Direktoren sind die Mathematikprofessoren Andrea Hoffkamp, Andreas Thom und Bernhard Ganter.
Angeregt durch das von Albrecht Beutelspacher aufgebaute und geleitete Mathematikum in Gießen wurde durch die Gründungsdirektoren Volker Nollau (†) und Bernhard Ganter ein eigenständiges Konzept einer „Mathematik zum Anfassen“ entwickelt und realisiert.

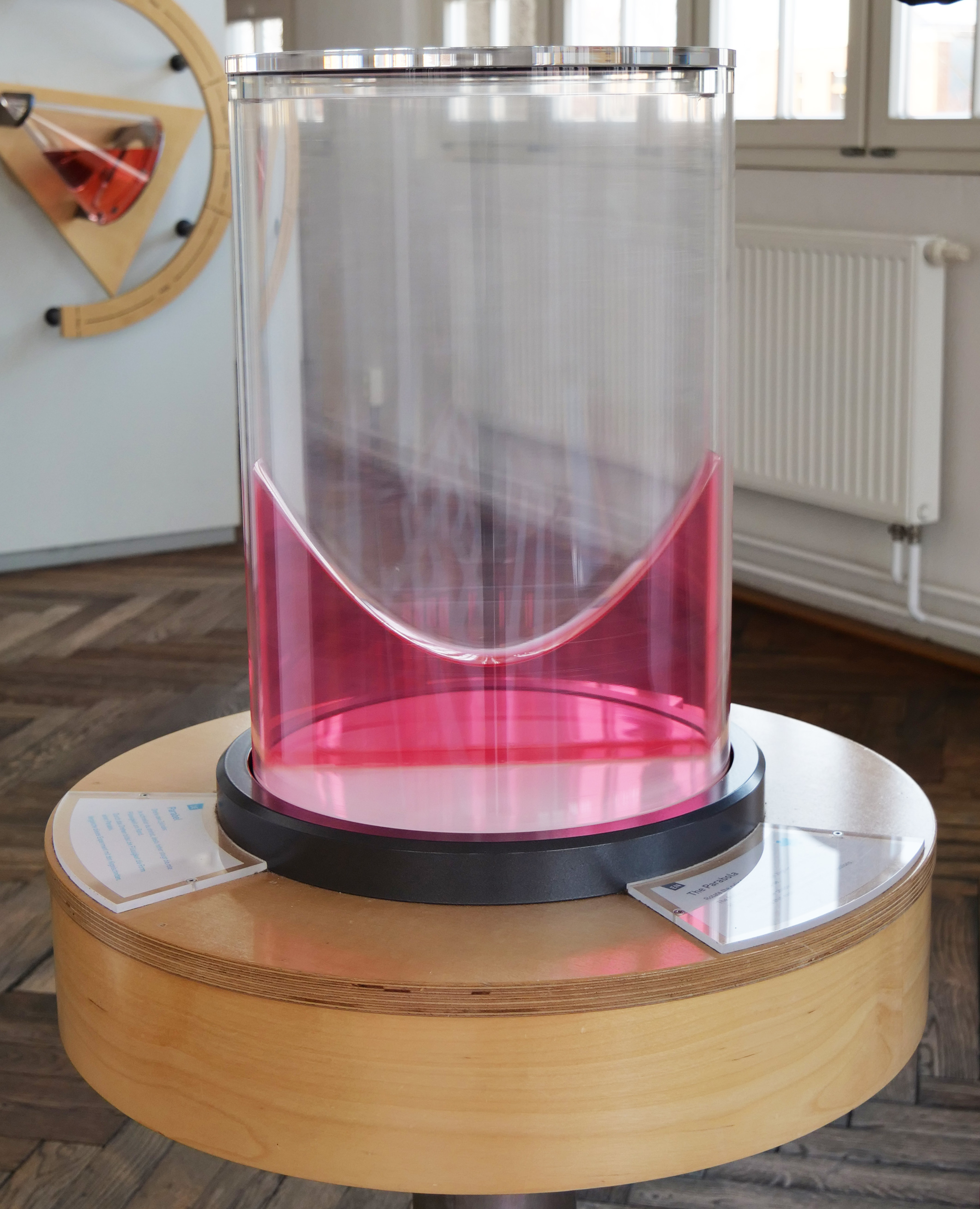
Parabel im Erlebnisland Mathematik

Das Sächsische Staatsministerium für Kultus förderte die Entwicklung finanziell, Anfang 2011 konnte die Ausstellung auf derzeit 1.000 m² erweitert werden. 2012 belegte sie den dritten Platz im Wettbewerb um den „Sächsischen Staatspreis für Design“.
Konzept
Die Ausstellung verfolgt das Ziel, große und kleine Gäste gleichermaßen für Mathematik zu begeistern, ohne belehrend zu wirken. Sie ermuntert die Besucher, aktiv und eigenständig auf Entdeckertour durch die Bereiche der Mathematik zu gehen. Das Spektrum reicht von Exponaten zu Musik („Tonkreisel“), Archäologie („Seriation“) oder einem begehbaren „Knoten“ bis hin zu klassischen Knobelaufgaben und Puzzlespielen.
„Epsilon – Erlebnisland für Kleine“
Dieser separate Teil der Ausstellung wendet sich speziell an Vorschulkinder im Alter von 3 bis 8 Jahren. Die Mitmachstationen führen die kleinen Besucher auf spielerische Weise an das Verständnis von Zahlen, Formen, Mengen und Strukturen heran.
Mobiles Erlebnisland
Schulen und Bildungseinrichtungen erhalten die Möglichkeit, eigens hierfür entwickelte mathematische „Hands-on-Exponate“ auszuleihen.
Veranstaltungen und Projekte
Seit 2017 läuft das Format „Mathematik im Gespräch“, in dem regelmäßig Gastreferenten populärwissenschaftliche Vorträge zu mathematischen Fragen aus Naturwissenschaften und Gesellschaft präsentieren und zum Diskurs mit ihren Zuhörern einladen.

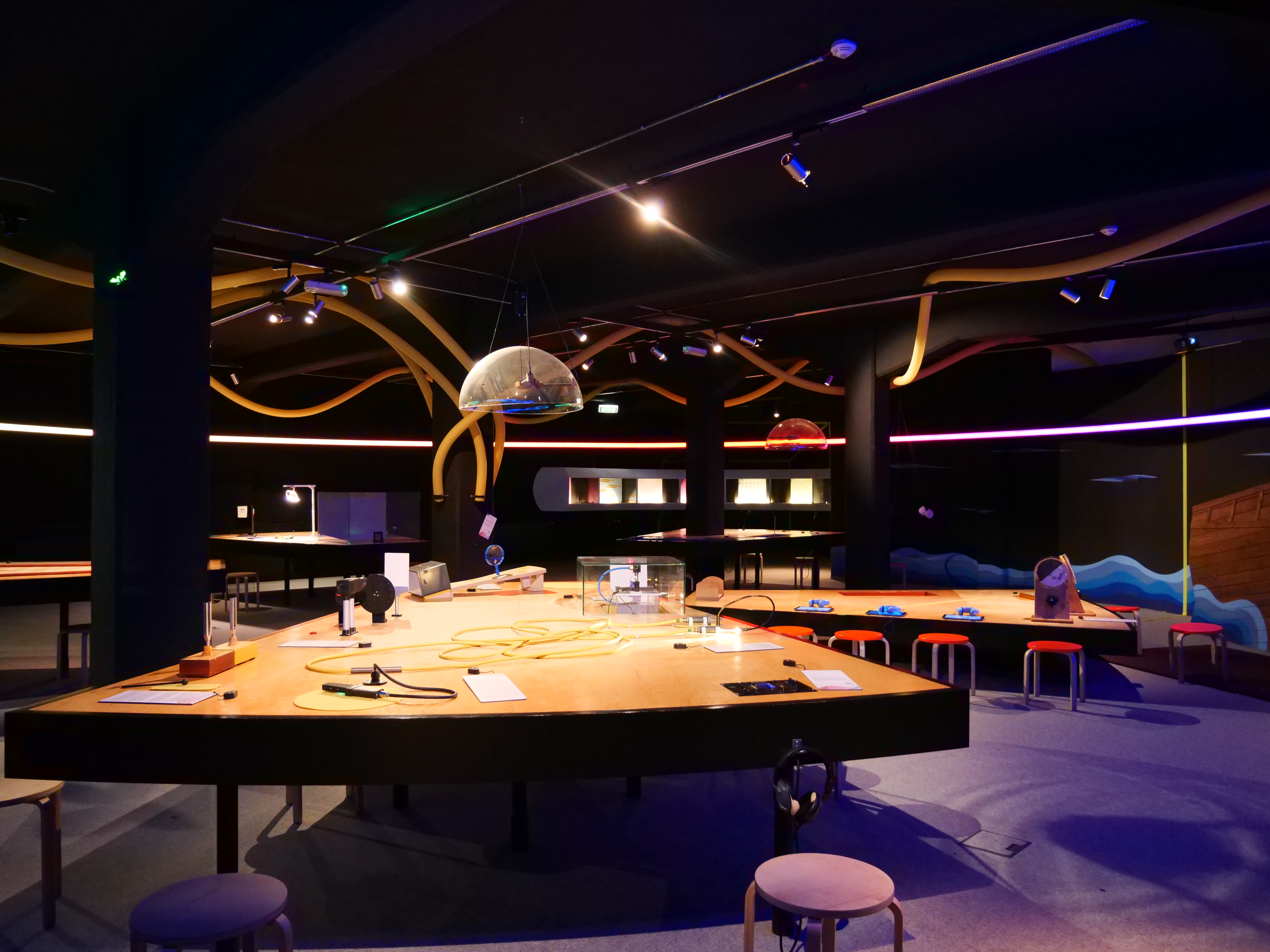
Blick in das opto-akustische Experimentierfeld der Technischen Sammlungen Dresden

### Wellenreiter – Das opto-akustische Experimentierfeld
Die Ausstellung Wellenreiter reiht sich in die verschiedenen Angebote der Technischen Sammlungen, deren Ziel es ist, beim Besucher Neugierde, Begeisterung und Verständnis für naturwissenschaftliche Phänomene und Fragestellungen zu wecken. Über 50 interaktive Mitmach-Stationen zeigen erstaunliche Aspekte von Schall- und Lichtwellen. Die Besucher erfahren spielerisch, welche Eigenschaften diese Wellen haben und welche Unterschiede. Sie können Töne sehen, mit Licht Fußball spielen oder durch Bewegungen Töne erzeugen. Zudem biete die Ausstellung einen Mitmachbereich für Kinder zwischen 3 und 8 Jahren. In einem alten Schiffswrack können die kleinen Besucher in einer stilisierten Unterwasserwelt optische und akustische Phänomene erforschen.

### Animationsfilm

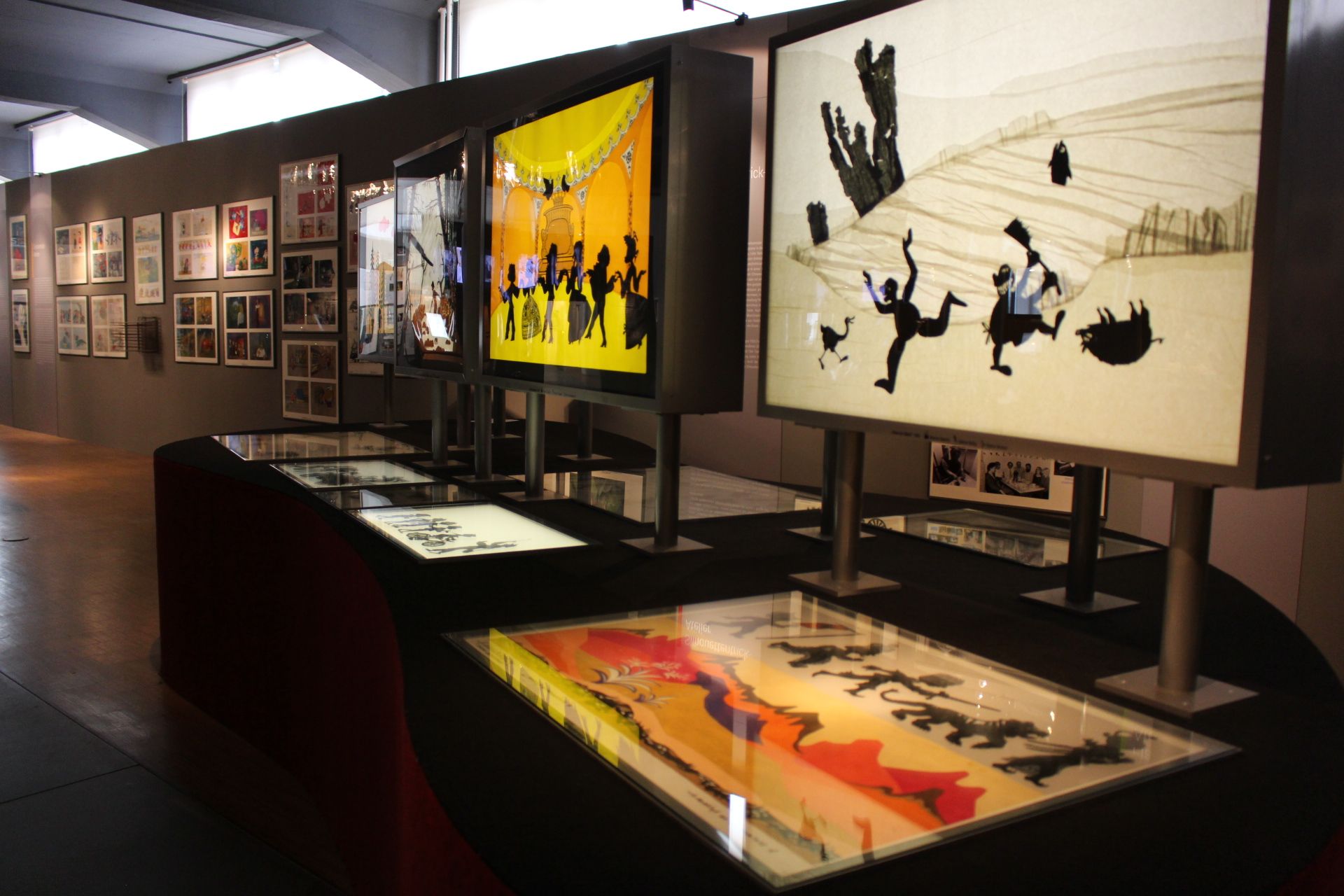
Blick in die Ausstellung „Animationsfilm“ in den Technischen Sammlungen Dresden

In Dresden-Gorbitz produzierte von 1955 bis 1990 das DEFA-Studio für Trickfilme rund 2000 Filme für Kino, Fernsehen und Werbung. Die Dauerausstellung „Animation made in Dresden – Das DEFA-Studio für Trickfilme“ präsentiert die Geschichte dieses größten deutschen Animationsfilmstudios anhand von etwa 400 Figuren und Requisiten, zum Teil in nachempfundenen Filmsets, Zeichenfolien, Fotos, Dokumenten, Filmausschnitten und technischen Geräten, die nach der „Abwicklung“ des Studios gerettet werden konnten. Silhouettenfiguren in Leuchtkästen stellen eine Besonderheit des Studios vor: den Silhouettenfilm. Außerdem werden die grundlegenden Animationsfilmtechniken (Zeichen-, Figuren-, Flachfiguren- und Silhouettenanimation) sowie die Entstehung von Puppen und Filmen erläutert. Die Exponate veranschaulichen so die Arbeitsweise der Dresdner Studiomitarbeiter. Ein gesonderter Bereich ist der unverzichtbaren Rolle des Tons im DEFA-Animationsfilm gewidmet. Die Dauerausstellung gestaltete das in Dresden beheimatete Deutsche Institut für Animationsfilm (DIAF) e. V. Der Verein verwaltet u. a. den künstlerischen Nachlass des aufgelösten Dresdner DEFA-Trickfilmstudios, das Archiv befindet sich in den Technischen Sammlungen. 
Die erste Dauerausstellung zum DEFA-Trickfilmschaffen eröffnete 2001. Möglich wurde dies durch eine Förderung des Bundes in Höhe von 250.000 DM im Rahmen des sogenannten „Leuchtturm“-Programms, von denen zwei Drittel in die Schau flossen. Damit konnten im Einvernehmen mit den Technischen Sammlungen ein alter Fabriksaal zum Ausstellungsraum umgebaut und die technischen Grundlagen für die Dauerausstellung geschaffen werden. Nach 15 Jahren wurde die Ausstellung grundlegend umgestaltet und am 21. Dezember 2016 wiedereröffnet.
Die Dauer- und die jeweils aktuelle DIAF-Sonderausstellung werden seit Anfang 2017 flankiert durch die monatliche Kurzfilmprogramm-Reihe „ANIMANIA“ im Museumskino.

## Sonderausstellungen
Die Technischen Sammlungen Dresden präsentieren regelmäßig wechselnde fotografische Ausstellungen. Diese thematisieren vor dem Hintergrund der Geschichte des Ernemann-Baus das Spannungsverhältnis von fotografischem Bild und den Verfahren sowie Techniken seiner Erzeugung. Neben historischen Positionen künstlerischer Fotografie in Dresden und der Region wird aktuelle Fotokunst mit erweitertem regionalem Bezug gezeigt. Regelmäßiger Bestandteil des Programms sind Ausstellungen mit Ergebnissen des in Kooperation mit der Stiftung Kunst & Kultur der Ostsächsischen Sparkasse Dresden ausgeschriebenen Dresdner Stipendiums für Fotografie.

## Bildungsangebote und Veranstaltungen

### MACHwerk, Scienshows und Experimente
Die große Mitmachwerkstatt MACHwerk, Science Shows und zahlreiche Workshops zu Mathematik und Physik, Feuer und Fotografie, Klima und Energie, Elektronik, Robotik und Coding bieten Schulklassen aller Altersgruppen sowie Familien viele Möglichkeiten, Wissenschaft, Technik und aktuelle Forschung durch eigenes Experimentieren zu erleben und zu begreifen. Im „first makerspace“ können schon Kinder ab drei Jahren selber konstruieren, experimentieren und forschen.

### DLR_School_Lab
Im Jahr 2013 wurde das DLR_School_Lab TU Dresden (DSL) als Schülerlabor in den Technischen Sammlungen Dresden eröffnet. Es ist ein Gemeinschaftsprojekt der TU Dresden, des Deutschen Zentrums für Luft- und Raumfahrt DLR und der Landeshauptstadt Dresden. Unter dem Motto „Raus aus der Schule – rein ins Labor“ können Schülerinnen und Schüler spannende Experimente aus Naturwissenschaften und Technik zu den Themen Energie und Mobilität durchführen. Die Versuchsinhalte sind vielseitig und interdisziplinär. So gilt es zum Beispiel, geeignete Werkstoffe für Flugzeugturbinen zu finden, alternative Herstellungsmethoden für Wasserstoff zu testen oder kleine aber leistungsstarke Superkondensatoren zu bauen. Photonische Technologien, Verkehrssteuerung und der Systemleichtbau sind weitere TU-Forschungsschwerpunkte, die sich im Angebot wiederfinden. Neben den Workshops für Schulklassen führt das DSL zahlreiche weitere Veranstaltungen für interessierte Schülerinnen und Schüler in Zusammenarbeit mit den Technischen Sammlungen und der Landeshauptstadt Dresden durch. Auch Fortbildungen für Lehrkräfte und Lehramtsstudierende stehen auf dem Programm. Das DSL unterstützt darüber hinaus auch individuell Schüler(teams) bei Wettbewerben, Praktika oder wissenschaftlichen Projekten/Arbeiten.